# Twin-Sheet-Verfahren

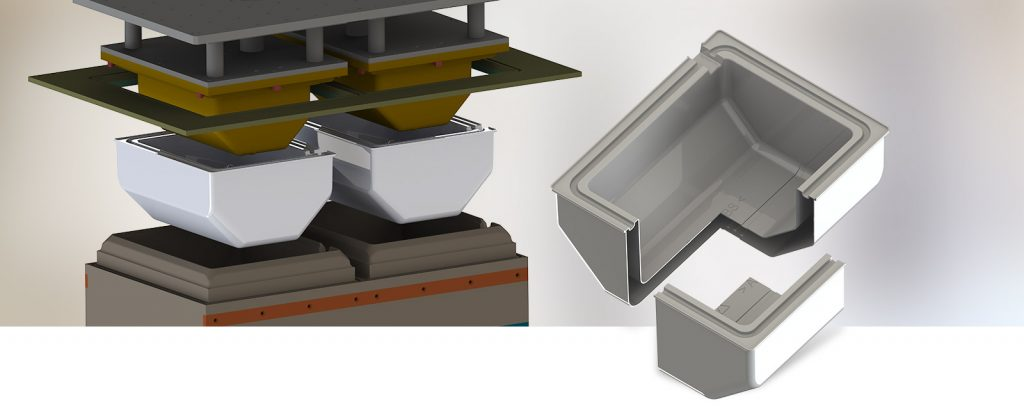
Twin-Sheet-Aufbau

Das Twin-Sheet-Verfahren ist ein Sonderverfahren des Thermoformens oder auch Vakuumtiefziehens, das auch als Single-Sheet-Verfahren bekannt ist. Das Thermoformen ist eines der bedeutendsten Weiterverarbeitungsverfahren in der Kunststofftechnik und zeichnet sich insbesondere bei der Herstellung geometrisch einfacher Bauteile durch eine hohe Wirtschaftlichkeit aus. Jedoch existiert mit dem Twin-Sheet-Verfahren auch eine Thermoformvariante, die aus einem kombinierten Thermoform- und Fügeprozess besteht und mit der innerhalb eines Prozessschrittes komplexere Bauteilstrukturen, wie beispielsweise behälterartige Produkte, hergestellt werden können.
Für die verwendeten Kunststoffhalbzeuge gelten somit die gleichen Mindestanforderungen an das Werkstoffsystem wie beim klassischen Single-Sheet-Thermoformen (z. B. hohe Abformgenauigkeit, eine möglichst geringe Durchhangneigung sowie eine gute Verstreckbarkeit bei Umformtemperatur).

## Ablauf des Twin-Sheet-Verfahrens
Beim Twin-Sheet-Verfahren werden zunächst zwei Thermoformhalbzeuge (Kunststoffplatten) in eine Thermoformanlage mit Twin-Sheet-Spannrahmen eingebracht, in einem oberen und unteren Spannrahmen gespannt und anschließend einseitig simultan erwärmt. Nach dem Aufheizvorgang werden die beiden Werkzeughälften geschlossen und die erwärmten Halbzeuge mittels Vakuums umgeformt sowie aus Eigenmaterial miteinander geschweißt. Mithilfe von diesem innovativen, aber nicht weit verbreiteten Verfahren existiert eine Thermoformvariante, mit der innerhalb eines Prozessschrittes behälterartige oder doppelwandige Bauteile und somit komplexere Bauteilstrukturen auch bei geringen Stückzahlen hergestellt werden können.

## Vorteile zum Single-Sheet-Verfahren
Durch das Single-Sheet-Thermoformen kann die Herstellung solcher Bauteile nur über weitere Bearbeitungsschritte, wie beispielsweise Kleben, erreicht werden. Dies stellt einen wesentlichen Vorteil des Twin-Sheet-Verfahrens im Vergleich zum Single-Sheet-Verfahren dar, da somit bereits eine Funktionsintegration im Bereich der technischen Bauteile innerhalb des Thermoformprozesses möglich wird.
Die Fertigung von hochtransparenten, doppelwandigen Bauteilen durch das Twin-Sheet-Verfahren ist jedoch nur sehr eingeschränkt möglich. Hochtransparente, doppelwandige Thermoformbauteile, wie beispielsweise Caravanfenster, werden aktuell in einem zweistufigen Thermoform- und anschließendem Klebeprozess hergestellt. Hierbei inbegriffen sind manuelle und kostenintensive Prozessschritte.
Die Fertigung von hochtransparenten, doppelwandigen Bauteilen durch das Twin-Sheet-Verfahren ist jedoch nur sehr eingeschränkt möglich. Zum heutigen Stand der Technik werden hochtransparente, doppelwandige Thermoformbauteile (z. B. Caravanfenster) deshalb aktuell in einem zweistufigen Thermoform- und anschließenden Klebeprozess hergestellt, der manuelle und kostenintensive Prozessschritte beinhaltet. Hierzu läuft ein Forschungsprojekt, um diese Zwischenschritte durch das Twin-Sheet-Verfahren zu vermeiden.
Durch das simultane Einbringen von Kunststoffteilen und Befestigungen während des Umformungsvorgangs können u. a. exakte Befestigungen direkt in das Twin-Sheet-Bauteil integriert werden, ohne dass nachgelagerte Klebe- und Fügeschritte angewandt werden müssen.